# Gunung Sungging
Gunung Sungging is een bestuurslaag in het regentschap Sukabumi van de provincie West-Java, Indonesië. Gunung Sungging telt 5118 inwoners (volkstelling 2010).